# Ахмадабад
Ахмадаба́д, Ахмедабад, Агмадабад (англ. Ahmadabad, гудж. અમદાવાદ) — місто на заході Індії, найбільше місто та колишня столиця штату Гуджарат, населення 4,5 млн осіб (2001),  центр сьомої за розміром міської агломерації в Індії з населенням 6,1 мільйонів осіб. Розміщене на берегах річки Сабарматі, місто є адміністративним центром Ахмадабадського району. У період між 1960 та 1970 роками Ахмадабад був столицею штату Гуджарат, після чого столицею став Гандінагар. Місто іноді називають Карнаваті на честь його попередника на цьому місці. Місто було засноване в 1411 році як нова столиця султанату Гуджарат і назване на честь султана Ахмад-шаха.
Британська адміністрація розквартирувала військовий контингент, модернізувала та розширила міську інфраструктуру. Незважаючи на те, що місто знаходилося у складі провінції Бомбей, Ахмадабад був найважливішим містом Гуджарату. У ньому розквітала текстильна промисловість, місто називалося «Манчестером Сходу». Місто було в авангарді боротьби за незалежність Індії. В першій половині 20 століття в ньому відбувалися акції громадянської непокори.
Зі створенням штату Гуджарат Ахмадабад перетворився з міста халуп і наметів на науково-освітній, комерційний і культурний центр штату з хмадерами, і торговими центрами.

## Історія Ахмадабада

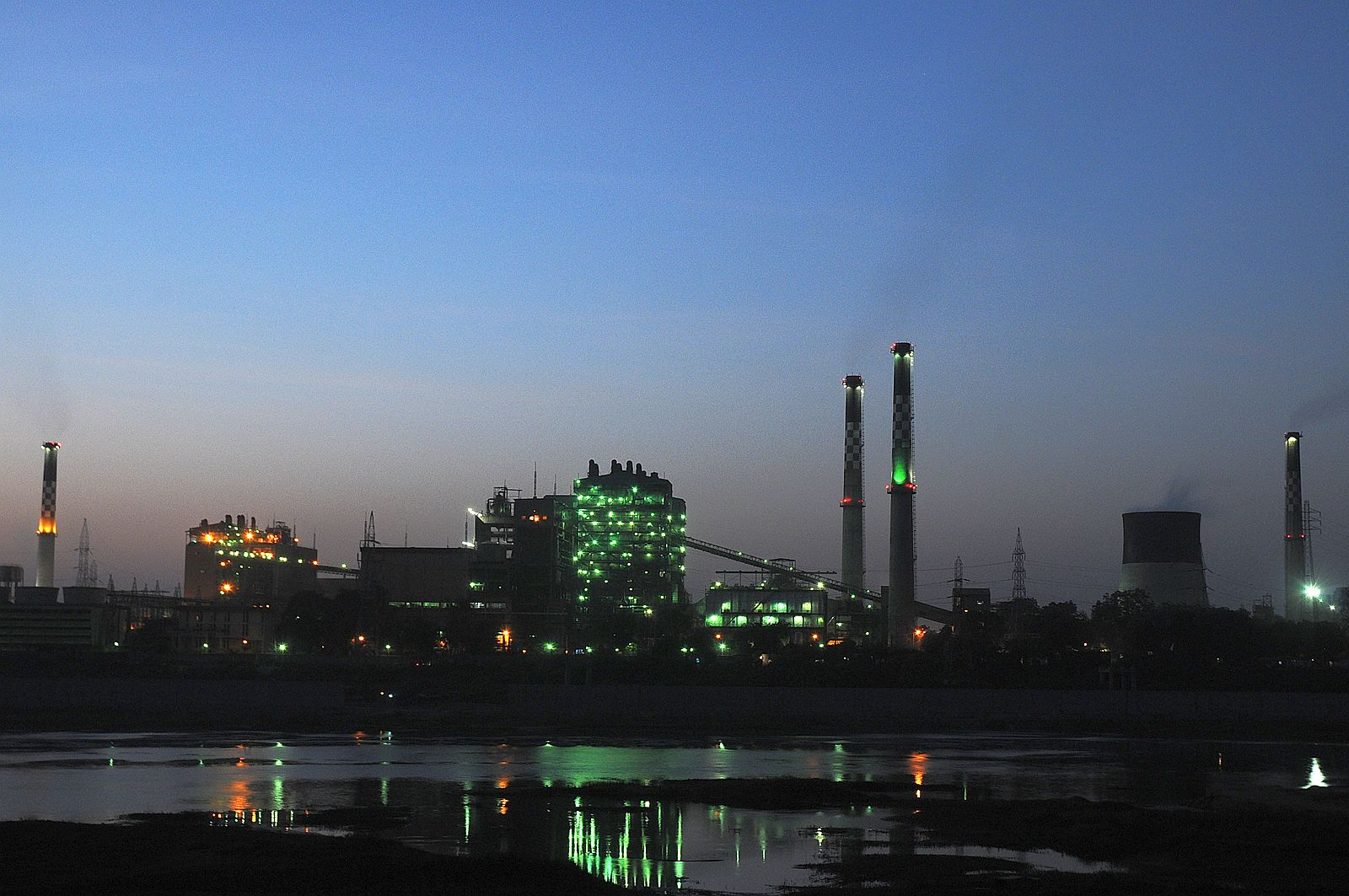
Електростанція міста Ахмадабад

Археологічні знахідки свідчать, що територія міста була заселена з XI століття, з виникнення міста Ашавал. У цей самий час, соланкийський керманич Анхилвара, Карандев I, вів успішну війну проти бхильського царя Ашавала. Незабаром після перемоги, Каранвед I заснував на місці Ашавалу місто Карнаваті на берегах Сабарматі на місці сучасного Ахмадабада. У XIII столітті місто і увесь Гуджарат перейшов під владу Делійського султанату.
У 1411 році Музаффаріди заснували Гуджаратський султанат. Згідно з традицією, султан Ахмад Шах проводив кампанію на берегах річки Сабарматі, й побачив, як кролик переслідує вівчарку, і це надихнуло султана настільки, що він вирішив заснувати свою столицю на цьому місці. У 1487 році, Махмуд Бегада, онук Ахмада Шаха, укріпив місто зовнішньою стіною довжиною 10 км з 12 брамами, 189 бастіонами і 6000 бійницями. Ахмадабад був під владою Музаффідов до 1573 року, коли останній султан Гуджарата, Музаффар II загинув в боротьбі з могольським султаном Акбаром Великим.
Під час Могольського правління, Ахмадабад став одним із жвавих торгових центрів імперії, спеціалізуючись на текстилі, експортуючи його аж до Європи. Султан Шах-Джахан провів велику частину свого життя в Ахмадабаді, підтримуючи будівництво Моті Шані Махав в районі Шахибауг. Армії маратхийських генералів Рагхунатха Рао і Дамаджі Гаєквада захопили місто, поклавши край могольському правлінню. Голод 1630 року і постійні сутички між арміями Пешва і Гаєквада знищили багато міських районів, що примусило велику частину населення залишити Ахмадабад.
Британська Ост-Індійська компанія узяла місто під свій контроль в 1818 році. Військовий контингент був розквартирований в 1824 р., а у 1858 було установлено міське правління. У 1864 р. залізниця зв'язала Ахмадабад і Бомбей, завдяки чому місто стало великим залізничним вузлом між північною і південною частинами Індії. У XIX столітті місто наповнили мешканці сільської місцевості, що прийшли в Ахмадабад у пошуках роботи на текстильних фабриках.
Рух за Незалежність Індії пустив глибоке коріння в місті, коли Махатма Ганді організував дві з своїх резиденцій Кочраб Ашрам в 1915 і Сатяграха Ашрам в 1917, яким було призначено стати центрами індійського національного руху. Під час масових демонстрацій проти Закона Роулатта в 1919 р., робочі текстильних фабрик спалили 51 адміністративну будівлю по всьому місту на знак протесту проти спроби колоніальних властей розширити обмеження військового часу після Першої світової війни. У 20-і роки XX століття, текстильні робочі і вчителі продовжували виходити на страйки, вимагаючи цивільних прав, кращої зарплати і прийнятних умов роботи.
У 1930 р. Ганді організував «Солоний марш на Данді», а у 1942 р. почався загально індійський страйк, що вимагав негайної незалежності. В процесі розділу Британської Індії в 1947 році в місті прокотилася хвиля погромів між індусами і мусульманами. Ахмадабад став столицею тільки-но створеного штату Гуджарат шляхом дроблення провінції Бомбей 1 травня 1960. Протягом цього періоду, значна кількість освітніх і наукових інститутів були засновані в місті, зробивши його центром вищої освіти, науки і технології. У місто прийшли такі види промисловості як важка і хімічна. У подальші два десятиліття зростання було припинене через політичне напруження, викликане вимогами проти соціальної несправедливості і корупції. Унаслідок чого, у місті і околицях відбувалися міжкастові страйки.
26 січня 2001 руйнівний землетрус став причиною обвалення 50 багатоповерхових будівель, загинуло 752 чоловік, і завдав збитку міській інфраструктурі.
2002 рік був відмічений в місті і штаті серією погромів мусульман. В результаті погромів загинули 1,044 осіб з обох сторін. Втеча тисяч мусульман з міста привела до створення наметових містечок в околицях Ахмадабада.
Останніми роками наслідки від глобалізації і лібералізації індійської економіки просувають розвиток міста до нових вершин. Унаслідок чого неухильно зростає населення і зводяться нові житлові квартали. У ході цього бурхливого розвитку починає відчуватися брак енергетичних і водних ресурсів.

## Географія

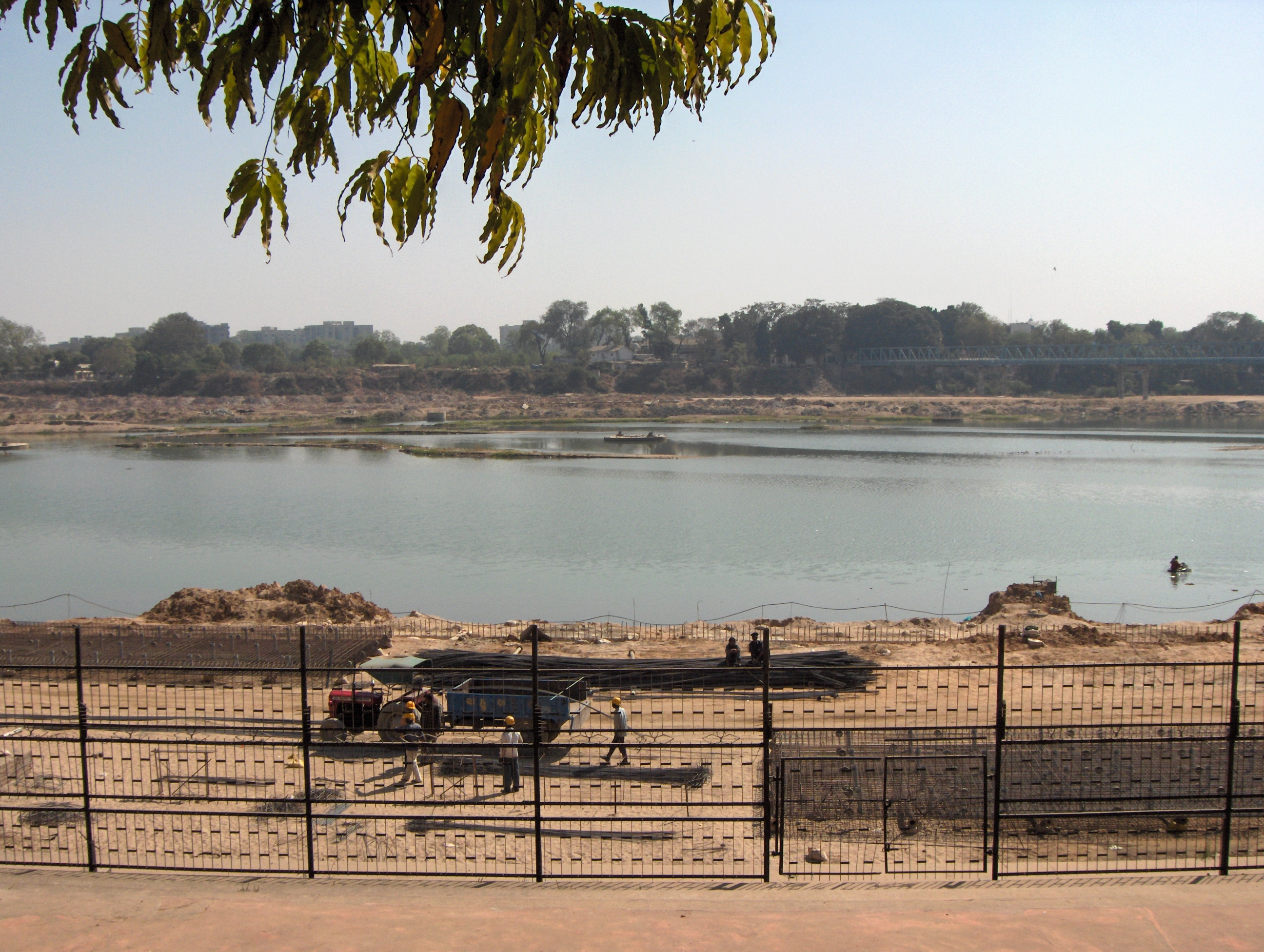
Ріка Сабарматі

Ахмадабад розташований на заході Індії на висоті 53 метрів над рівнем моря. Координати 23,03 п.ш та 72,58 с.д. Місто розкинулося на берегах річки Сабарматі в центральній частині штату Гуджарат. Площа Ахмадабада становить 205 км². Річка Сабарматі влітку часто пересихає, маючи лише вузький потік. Місто розташоване у піщаній і посушливій місцевості. Місцевість і дороги часто засипаються піском, внаслідок масової вирубки. Розширення маршевих ґрунтів Кучеського Ранна, що продовжується, загрожує підсилити пустинення як в міській межі, так і у всьому штаті. За винятком пагорбів Тхалтедж-Джодхпур Текра, місто майже плоске.
В межі міста знаходяться два озера: Канкарія і Вастрапур. Озеро Канкарія була вирито за наказом гуджаратського султана Кутб-д-дин Ахмад Шаха II у 1451.
Останніми роками Ахмадабад зазнав забруднення повітря, води та ґрунту від текстильної промисловості.
Має поділ по р. Сабармат на західну та східну частину.
На східному березі річки є старе місто, яке включає центральне місто Бадра. Ця частина Ахмадабада відрізняється маленькими базарами, скопиченням жалюгідних будівель, і численних церков. Тут є головний залізничний вокзал, головний поштовий офіс, значні будівлі Музаффідів і Британські ери.
З західною частиною пов'язаний мостом Неру. Тут розташовані освітні установи, добре сплановані сучасні оселі, місця для гуляння, і нові ділові райони.

## Клімат
Є три основні сезони: літо, мусон і зима. За винятком мусонного сезону, клімат сухий. Погода спекотна з березня по червень; найбільша середня літня температура — 36 °C і найменша середня температура — 23 °C . З листопада по лютий середня найбільша температура — 30 °C, середня найменша температура — 15 °C, клімат надзвичайно сухий. Холодні північні вітри несуть прохолоду в січні. Південно-західний мусон приносить вологу з середини червня по середину вересня. Середня кількість опадів — 750 мм, нечаста злива викликає в річці повінь. Найвища записана температура — 50 °C і найнижча — 2 °C.
| Клімат Ахмадабада | Клімат Ахмадабада | Клімат Ахмадабада | Клімат Ахмадабада | Клімат Ахмадабада | Клімат Ахмадабада | Клімат Ахмадабада | Клімат Ахмадабада | Клімат Ахмадабада | Клімат Ахмадабада | Клімат Ахмадабада | Клімат Ахмадабада | Клімат Ахмадабада | Клімат Ахмадабада |
| Показник | Січ.              | Лют.              | Бер.              | Квіт.             | Трав.             | Черв.             | Лип.              | Серп.             | Вер.              | Жовт.             | Лист.             | Груд.             | Рік               |
| Абсолютний максимум, °C | 36,1              | 40,6              | 43,9              | 46,2              | 50,0              | 47,2              | 42,2              | 40,4              | 41,7              | 42,8              | 38,9              | 35,6              | 50,0              |
| Середній максимум, °C | 28,1              | 30,8              | 35,8              | 39,6              | 41,6              | 38,8              | 33,6              | 32,0              | 33,8              | 35,7              | 32,9              | 29,5              | 34,4              |
| Середній мінімум, °C | 12,4              | 14,3              | 19,5              | 23,9              | 27,0              | 27,5              | 25,9              | 25,0              | 24,7              | 21,4              | 16,7              | 13,4              | 21,0              |
| Абсолютний мінімум, °C | 3,3               | 2,2               | 9,4               | 12,8              | 19,1              | 19,4              | 20,4              | 21,2              | 17,2              | 12,6              | 8,3               | 3,6               | 2,2               |
| Норма опадів, мм | 1.0               | 0.8               | 0.6               | 2.4               | 7.0               | 80.0              | 291.2             | 266.2             | 86.8              | 11.7              | 2.3               | 1.0               | 750.9             |
| Вологість повітря, % | 49                | 43                | 37                | 41                | 47                | 62                | 77                | 81                | 71                | 53                | 48                | 50                | 55                |
| --- | ----------------- | ----------------- | ----------------- | ----------------- | ----------------- | ----------------- | ----------------- | ----------------- | ----------------- | ----------------- | ----------------- | ----------------- | ----------------- |
| Джерело: EXTREME WEATHER EVENTS IN THE MONTH OF MAY — AHMEDABAD Ever Recorded Maximum Temperature, Minimum Temperature and 24 Hours Heaviest Rainfall upto 2010 |                   |                   |                   |                   |                   |                   |                   |                   |                   |                   |                   |                   |                   |

## Міське самоврядування
Ахмадабад управляється Муніципальним Управлінням Ахмадабада (AMC). Деякі з регіонів, що оточують місто, підпорядковується Ахмадабадському міському управлінню розвитку (AUDA). AMC був впроваджений у липні 1950 під керівництвом Бомбейської Провінційної Корпорації Дій, 1949. Місто має поділ на п'ять зон і 43 райони. Три члени управління вибираються від кожного району, [15] хто у свою чергу вибирає мера. Виконавські повноваження делеговані муніципальному комісару, якого призначає уряд штату Гуджарат. Голова міста відповідає за школи, міського обслуговування, муніципальні лікарні, і міські бібліотеки.
Міська поліція Ахмадабада очолюються Поліцейським Комісаром, офіцером IPS. Електрика в місті забезпечується Torrent Power AEC Limited, але підконтрольна державі. Дві головні політичні партії виграли істотний ряд місць на виборах — Партія Bharatiya Janata і Індійський Національний Конгрес. З семи місць Ахмадабадської ради, п'ять були виграні BJP і два Партією Національного Конгресу у 2002. У 2005 вибори у Муніципальної Управління, BJP виграв 96 місць, 32 місця відійшли до Конгресу, і одне місце відійшло до незалежного кандидата.

## Економіка
Ахмадабад є найвіддаленішим від моря промисловим центром в західній Індії, і історично мав репутацію як важливе місто торгівлі і промисловості. Під проводом Музаффідів, місто було головним торговим місцем на заході Індії, через його близькість до порту в Сурат. У 19-му сторіччі, тканинна промисловість і виробництво одягу розвивалися і процвітали в місті; 30 травня 1861 заснованому перший Індійський текстильний підприємство.
Ахмадабад має процвітаючі хімічну та фармацевтичну промисловість. Дві з найбільших фармацевтичних компаній індійського Zydus Cadila та Torrent Pharmaceuticals розташовані в місті. У місті розташовані штаб-квартира Adani Group, яка є лідируючою багатонаціональною торговою компанією. Nirma group управляє великим рядом очищаючих і хімічних промислових підприємств, має свою корпоративну штаб-квартиру в місті. В останні роки багато іноземних компаній встановили їхні комерційні офіси і підприємства в Ахмадабаді. Серед них Robert Bosch GmbH|Bosch Rexroth, (Німеччина) (гідравлічні компоненти); Stork N.V.|Stork (Нідерланди) (текстильне машинне устаткування; спільне підприємство із ATE, текстильне устаткування Indias, торгуюче будинком); Rollepaal, Нідерланди (устаткування виштовхування труби); і Насоси Johnson, Швеція.
Завершення Проекту Сардар Саровар і введення в дію гребель і каналів поліпшив постачання питної води і електрики для міста. Останніми роками, уряд Гуджарату збільшив інвестиції в модернізацію міської інфраструктури, передбачивши будівництво більших доріг і удосконалень до постачання водою, електрики і комунікацій. Промисловість розвинулася значно в Ахмадабаді. Згідно з планом 2002 на «Super Nine Indian Destinations». IT-ENABLED класифікував Ахмадабад, п'ятим серед дев'яти найбільш розвинутих міст країни.
Різноманітна робоча сила заробітчан з різних частин Гуджарату і сусідніх штатів є рушійною силою економіки міста. Ці працівники забезпечують послуги для великої частини середнього класу. Ахмадабад має сильну і істотну роль в забезпеченні комерційних ресурсів і доступу ринку для економік сусідніх міст. Більшість працюючих громадян — торговці і ділові люди. Це привело до створення великих торговельних корпорацій що є ключовим впливом на економічне життя Гуджарату. Міські освітні і індустріальні установи привернули студентів і молодих кваліфікованих працівників з решти частини Індії.

## Демографія
Згідно з індійським переписом 2001 року, Ахмадабад мав населення 3,515,361. Ця цифра була обмежена муніципальним регіоном. Загальна чисельність населення агломерації Ахмадабад є в 4.5 мільйонів, і має досягти до 5.2 мільйонів у 2006. Є 886 жінок на 1000 чоловік. Ахмадабад має рівень письменності 79.89 %, який є найвищим в Гуджараті (87.81 % чоловіків і 71.12 % жінок грамотні). Згідно з переписом для Дев'ятого Плану, є 30,737 сільських родин, що живуть в Ахмадабаді. 5.41 % (1663 сімейств) живуть нижче за рівень зубажіння. Приблизно 440 000 осіб живуть у міських нетрищах. Торговці належать до індуїської секти Вайшанава і сект Джайнізму. Більшість мешканців Ахмадабада мають рідну мову Гуджараті. Мови хінді і англійська зазвичай розмовні, особливо в торгівлі, освіті, політиці і уряді.
Центр бававнопереробної промисловості. Промисловість: хімічна, сірникова, шкіряна тощо. Ручне виробництво парчі, килимів. Ювелірні, карбовані вироби, різьблення по дереву, слоновій кістці.
Там знаходиться багато храмів різних релігій: індуїзму, ісламу, джайнізму. Численні пам'ятники архітектури, головним чином мечеті, мавзолеї 15—16 ст.

## Населення
- 1951—788,3 тис.
- 1981—2515,2 тис.
- 2006—3769,8 тис.